# 天下の達人!4本勝負
『天下の達人!4本勝負』（てんかのたつじんよんほんしょうぶ）は、1992年4月4日から1993年3月27日までテレビ朝日の土曜12:00 - 13:00（JST）に放送されたバラエティ番組である。

## 概要
全国で活躍する達人、名人、そして達人を目指して挑む人の姿などを紹介する番組。16年半に亘って放送され親しまれた『独占!女の60分』が平日昼に移動し、『お昼の独占!女の60分』に代わったのに伴い開始した番組だったが、1年で終了した。

## レギュラー
- タケカワユキヒデ - 司会者
- 高木ブー（ザ・ドリフターズ） - 『女の60分』の「アタッカー」に相当する。

## 出演達人
- 竹馬で東京タワーを登る達人
- 45歳主婦レスラー
- 包丁秘芸
- 83m落下の達人
- 吊り橋ぶらさがり
- 人気コマーシャル仕掛人

など